# Mahjong Quest 2
Mahjong Quest 2 é um jogo de computador criado pela empresa de jogos Iwin e é continuação do antecessor Mahjong Quest. Kwazi está de volta, em outra missão para restaurar o equilíbrio mundial.

## História
Depois de resolver o problema dos dragões, Kwazi descansava em um restaurante. De repente, uma tempestadde aparece de repente, e um raio acerta Kwazi, que flutua no ar e se divide em uma menina vestida de preto e um menino de branco. Uma voz começa a falar da tempestade, dizendo que a natureza se cansou de tanta discórdia e guerras no mundo. A natureza, então, decidiu transformar tudo em pura paz e tranquilidade. 
Tudo em volta fica branco e sem vida. Kwazi (dividido), agora viaja pelo mundo todo, tornando tudo colorido de novo. 
Durante a viagem, ambos, a menina e o menino, têm que se ajudar para passarem pelos portões que se encontram no final de cada cenário, embora sejam tão diferentes.

## O Jogo
Nesta edição de Mahjong Quest, o objetivo é o mesmo: fazer o par com as peças douradas de Ying e Yang (Agora, citadas no jogo como Ying Hat e Yang Hat).

### Novidades e Mudanças
Diferentemente da edição anterior, Mahjong Quest 2 tem as fases com lindos cenários gráficos de paisagens variadas, como montanhas, campos e cidades. Há animações entre cenários, com gráficos muito bons comparados com as da edição anterior. Neste jogo, foram adicionados também novos power-ups, muito úteiss e interessantes para se passar as fases. O jogo possui trilha sonora e imagens belíssimas, semelhantes a fotos. Cada cenário possui agora oito fases no total, onde em cada uma, se completa o cenário.

### Jogabilidade
Além dos bons gráficos, o jogo oferece uma maneira bem original de se jogar nos tabuleiros: o jogador pode selecionar o ângulo das peças, para ver peças que estão por baixo de outras, mas podem ser selecionadas.
Durante o decorrer do jogo, o jogador pode perceber novas peças especiais, com habilidades como copiar peças, muda-las de lugar, etc. São estas:
Ampulheta: Pode ser ativada por pares iguais. Esta peça aumenta o tempo restante da fase, normalmente, em fases com este tipo de peça, o tempo corre mais rápido.
Bolinha: Esta peça é ativada quando se faz com um par com outra igual. Ela revela todas as peças possíveis para se fazer par com a peça em que a flecha do mouse estiver em cima.
Bomba de bambu, de tijolos e de pedras: São ativadas quando se selecionam primeiro a bomba e depois o muro em questão. A diferença é que agora há bombas e muros de bambu e pedras, o jogador tem uma variedade de escolha maior do que antes, podendo escolher melhor.
Também existem os balões, eles valem pontos extras no final da fase e ficam sob peças. Mas, se o jogador retirar as peças onde os balões estão, eles voam involuntariamente. Eles podem ajudar a alcançar lugares onde há peças importantes, já que, depois de voarem, deixam o lugar de onde estavam vazio, permitindo selecionar peças.

## Ligações Externas
- Mahjong Quest 2 Site Gamehouse
- Mahjong Quest 2 Site Doublegames